# Geszur

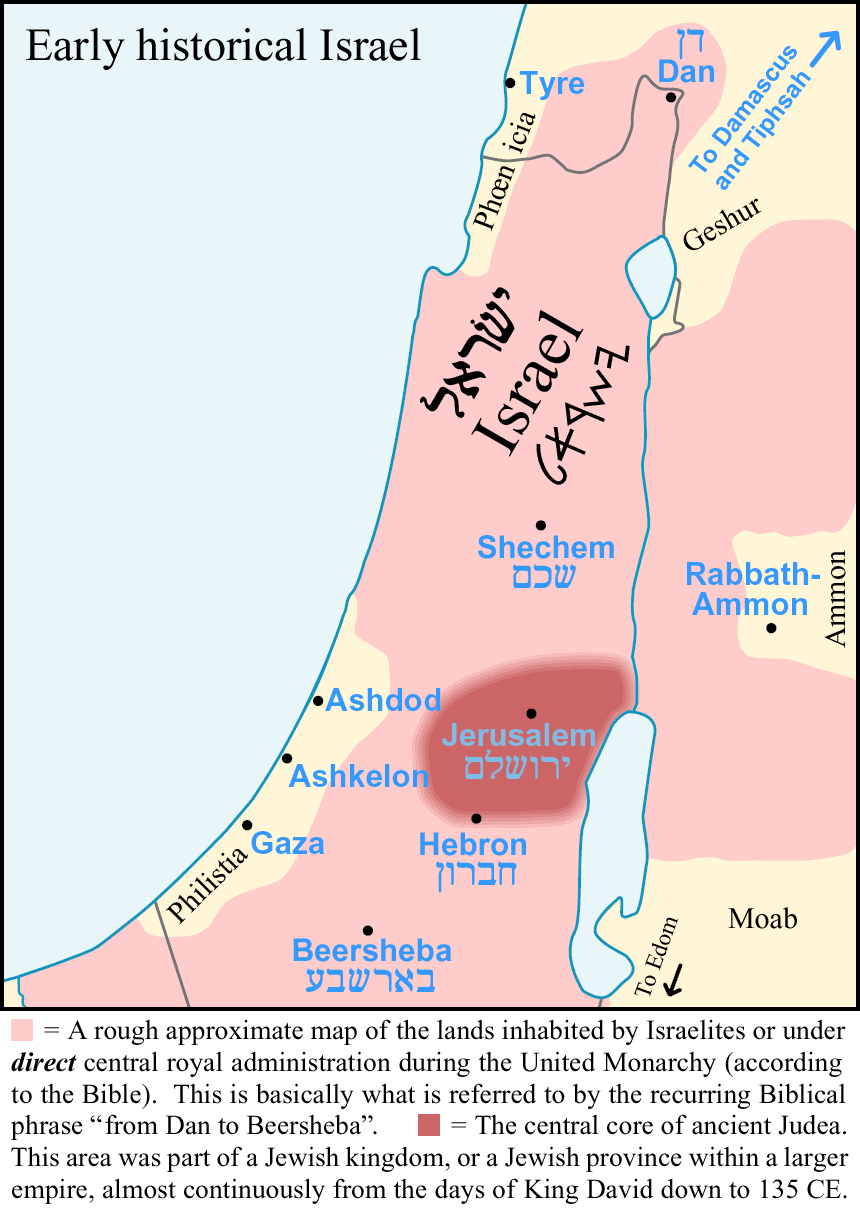
Mapa starożytnej Palestyny z widocznym regionem Geszur

Geszur – region i miasto w południowej Syrii, zarazem nazwa aramejskiego królestwa z przełomu XI i X wieku p.n.e.
Źródła biblijne (2 Księga Samuela 3,3; 13,37a) wspominają o Talmaju, królu Geszur, teściu izraelskiego króla Dawida.